# Pedro Ruiz González
Pedro Ruiz González (Arandilla, 1640 — Madrid, 1706) foi um pintor espanhol.
Foi um dos mais destacados pintores do barroco espanhol. Iniciou seu aprendizado artístico com Juan Antonio de Frías Escalante, passando mais tarde para a oficina de Juan Carreño de Miranda. Foi excelente desenhista e criador de esboços, e sua obra é carregada de dinamismo e movimento.